# Monterey (Massachusetts)
Monterey es un pueblo ubicado en el condado de Berkshire en el estado estadounidense de Massachusetts. En el Censo de 2010 tenía una población de 961 habitantes y una densidad poblacional de 13,54 personas por km².

## Geografía
Monterey se encuentra ubicado en las coordenadas 42°11′13″N 73°13′23″O / 42.18694, -73.22306. Según la Oficina del Censo de los Estados Unidos, Monterey tiene una superficie total de 70.96 km², de la cual 68.45 km² corresponden a tierra firme y (3.53%) 2.51 km² es agua.

## Demografía
Según el censo de 2010, había 961 personas residiendo en Monterey. La densidad de población era de 13,54 hab./km². De los 961 habitantes, Monterey estaba compuesto por el 97.81% blancos, el 1.46% eran afroamericanos, el 0% eran amerindios, el 0.1% eran asiáticos, el 0% eran isleños del Pacífico, el 0.42% eran de otras razas y el 0.21% pertenecían a dos o más razas. Del total de la población el 0.62% eran hispanos o latinos de cualquier raza.